# Федорин Роман Анатолійович
Рома́н Анато́лійович Федо́рин — солдат Збройних сил України, учасник російсько-української війни.

## Життєпис
Родина його проживає в селі Птича Дубенського району, батько — кочегар у школі, мама — медсестра у фельдшерсько-акушерському пункті.
Після школи вступив до коледжу — учився на оціночника нерухомості, потім підписав контракт на службу в армії — старший солдат, водій-електрик. Відслужив 2,5 року за контрактом — в авіації, при скороченні переведений у частину зв'язку. У травні потрапив у складі частини в зону антитерористичної операції, допомагав встановлювати телефони, відряджений до артилеристів, на «Уралі» переміщав гармату. 8 липня 2014-го разом зі своїм підрозділом перебував поблизу міста Щастя, в обідню пору терористи починають обстріл із «Градів», три його товариші загинули, п'ятеро поранених, Романа поранило в праву ногу. Лікувався в Тернопільському госпіталі, літаком перевезли до Києва, де ногу ампутували через гангрену. Однак не втрачає оптимізму, розмірковує про паралімпійські змагання.

## Нагороди
14 серпня 2014 року — за особисту мужність і героїзм, виявлені у захисті державного суверенітету та територіальної цілісності України, вірність військовій присязі під час російсько-української війни, відзначений — нагороджений орденом «За мужність» III ступеня.